# 海登海姆 (巴伐利亚州)
海登海姆（德語：Heidenheim，發音：[ˈhaɪdn̩ˌhaɪm] ⓘ）是德国巴伐利亚州中弗兰肯行政区魏森堡-贡岑豪森县的市镇，面积52.26平方千米，人口为人。